# 埃伯加辛
埃伯加辛是奥地利下奥地利州维也纳城郊县的一个市镇。总面积16.26平方公里，总人口3862人，人口密度237.5人/平方公里（2012年）。